# Тетрагидридоборат циркония
Тетрагидридоборат циркония — неорганическое соединение, 
комплексный смешанный гидрид циркония и бора с формулой Zr[BH4]4,
бесцветные кристаллы,
реагирует с водой.

## Получение
- Взаимодействие хлорида циркония и тетрагидридобората лития:

{\displaystyle {\mathsf {ZrCl_{4}+4Li[BH_{4}]\ {\xrightarrow {\ }}\ Zr[BH_{4}]_{4}+4LiCl}}}

## Физические свойства
Тетрагидридоборат циркония образует бесцветные кристаллы
кубической сингонии,
пространственная группа P 43m,
параметры ячейки a = 0,586 нм, Z = 1.

## Химические свойства
- Реагирует с водой:

{\displaystyle {\mathsf {Zr[BH_{4}]_{4}+15H_{2}O\ {\xrightarrow {\ }}\ ZrO(OH)_{2}+4B(OH)_{3}+16H_{2}\uparrow }}}